# Хамилтън (окръг, Тенеси)
Вижте пояснителната страница за други значения на Хамилтън.
Окръг Хамилтън (на английски: Hamilton County) е окръг в щата Тенеси, Съединени американски щати. Площта му е 1492 km², а населението – 307 896 души (2000). Административен център е град Чатануга.